# Varuautomat

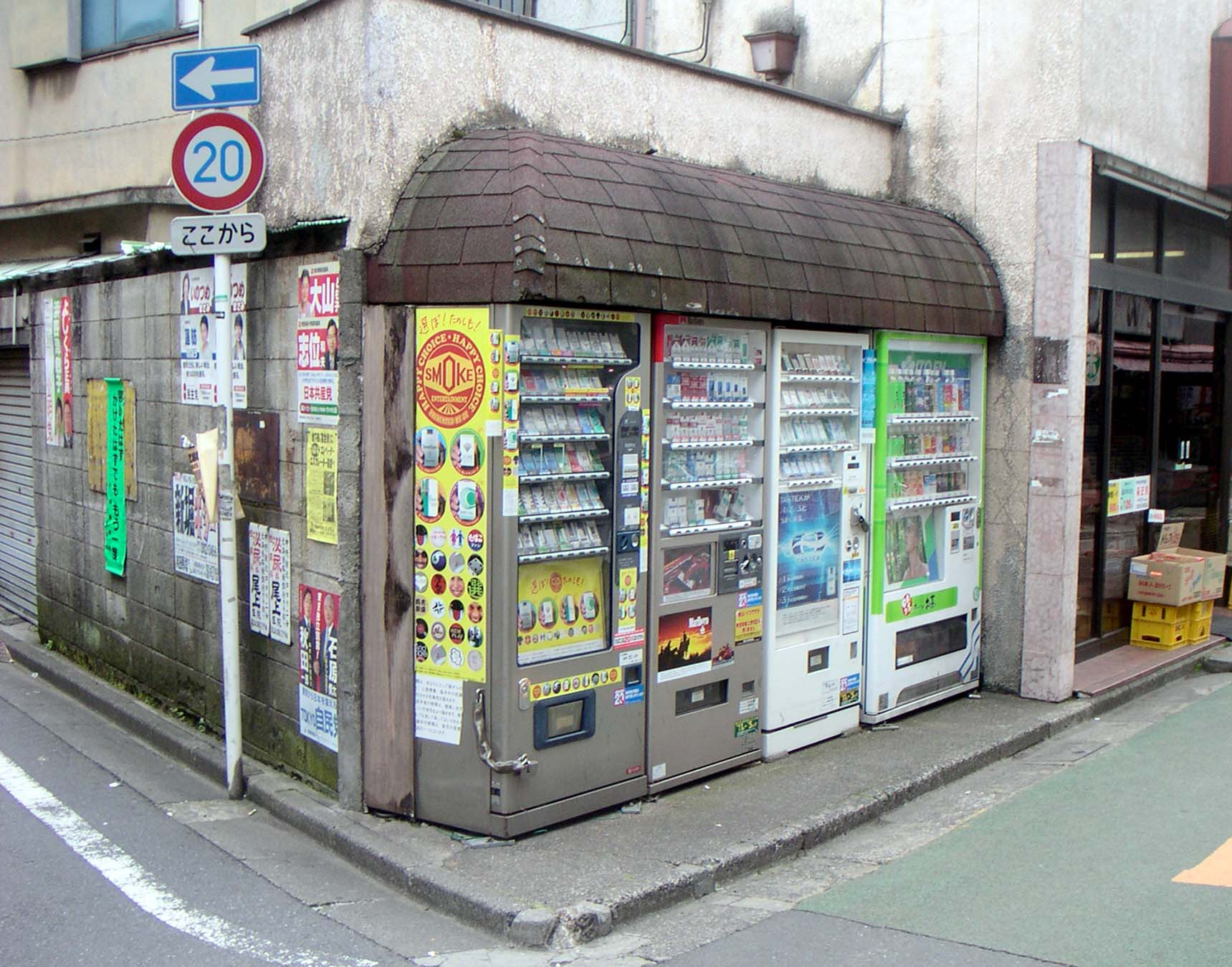
Varuautomater i Tokyo.

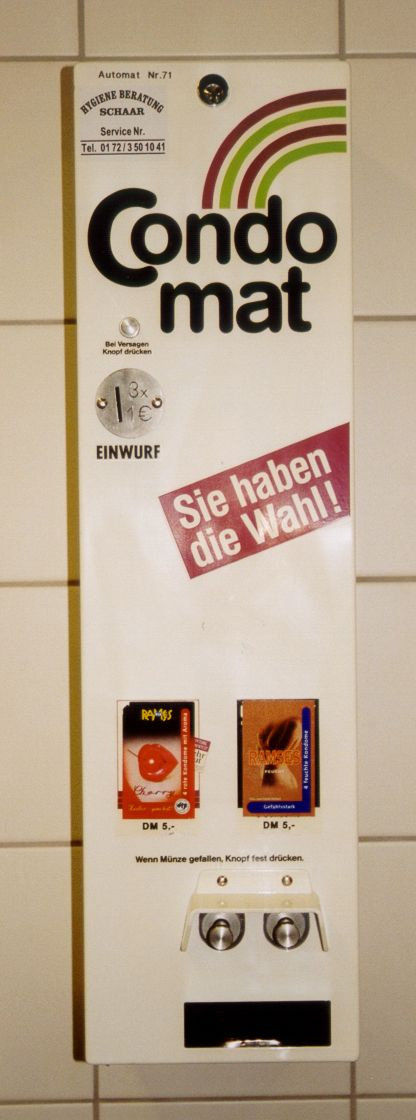
En tysk kondomautomat.

En varuautomat är en maskin där man kan köpa varor genom att stoppa in pengar i ett sedelfack eller myntinkast, alternativt betala med kreditkort eller mobiltelefon, varefter maskinen ger ifrån sig den vara som kunden har betalat för. Enklare varuautomater finns också, där inget val görs, utan endast en typ av vara finns tillgänglig. Denna är vanlig för exempelvis tuggummin och leksaker. Även anglicismen vendingmaskin förekommer.
Ett exempel på varuautomat är godisautomater där man kan köpa godis och eventuellt snacks. Andra varor som säljs i varuautomater är drycker, frukt, kondomer och i vissa länder tidningar och cigaretter. Varuautomater finns ofta på offentliga platser som perronger, universitet eller sjukhus.
Tidigare, från 1920-talet i Sverige, var det vanligt med frimärksautomater, där enskilda frimärken eller frimärkshäften kunde köpas.

## Varuautomatens historia
Ordet "vending" kommer från latinska "veni, vendere" som betyder "att komma, sälja". Den första varuautomaten skapades av Hero of Alexandria under det första århundradet e.Kr. Den innehöll heligt vatten.
I England fanns från 1600-talet svarta lådor fyllda med tobak, som ägdes av restauranger och cirkulerade runt bland gästerna. Mot en slant kunde restauranggästen öppna lådan och stoppa pipan, varefter tobakslådans lock snabbt stängdes. Dessa lådor kom till Sverige i slutet av 1800-talet.
Det var under 1800-talet som varuautomaterna populariserades. Under tidigt 1880-tal började vykortsautomater monteras upp och fanns snabbt därefter på i stort sett alla engelska järnvägsstationer. År 1887 grundades Storbritanniens första konfektyrautomat-företag, The Sweetmeat Automatic Delivery Company. Året efter blev tuggummiautomater revolutionerande i USA. Fenomenet med varuautomater spred sig i världen, delvis beroende på järnvägens utbredande. I Tyskland började tillverkaren Stollwerck sälja choklad genom 15000 varuautomater placerade på olika platser i landet.